# Бестия (фигурное катание)
Бестия или бести (англ. Besti squat) — элемент в фигурном катании. Разновидность спирали. Является связующим элементом. Назван в честь советской фигуристки танцев на льду Натальи Бестемьяновой, впервые исполнившей элемент в произвольном танце в 1988 году в паре с Андреем Букиным.

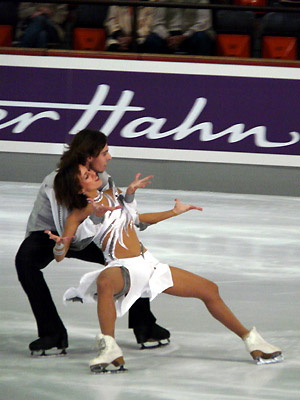
Украинский танцевальный дуэт Алла Бекназарова и Владимир Зуев исполняет бестию на Nebelhorn Trophy 2007

Элемент исполняется в положении кораблика с параллельно вытянутыми стопами в сильном приседе.
В фигурном катании элемент бестия поспособствовал дальнейшей сексуализации женщины в паре. В 1988 году The New York Times критиковала за вульгарность произвольный танец Натальи Бестемьяновой и Андрея Букина, в котором дуэт исполнил бестию. В газете предположили, что уклон в вульгарность был главной причиной победы дуэта на Олимпиаде в Калгари.
У бестии есть множество вариантов исполнения в паре. Классическим является первый вариант, в котором партнёры исполняют элемент в одинаковом положении параллельно друг другу с вытянутыми параллельно стопами в сильном приседе с дугой назад, при котором партнёр придерживает локтями за подмышки партнёршу. Другие варианты включают различные положения партнёрши на льду или в поддержке с обязательным нахождением партнёра в положении кораблика.